# La de los ojos color del tiempo

La de los ojos color del tiempo es una película argentina en blanco y negro dirigida por Luis César Amadori según su propio guion sobre la novela Lil, la de los ojos color del tiempo de Guy de Chantepleure que se estrenó el 21 de agosto de 1952 y que tuvo como protagonistas a Mirtha Legrand, Carlos Thompson, Zoe Ducós y Ricardo Galache.

## Sinopsis
Una joven es contratada como dama de compañía por una mujer adinerada que vive en un castillo, el cual encierra dentro de sus muros una historia siniestra.

## Reparto
- Mirtha Legrand ... Claudia del Mar
- Carlos Thompson ... Patricio Malfin
- Zoe Ducós	... Brinda
- Ricardo Galache ... Padre Albino Malfin
- Antonia Herrero ... Matilde de Malfin
- Diana Myriam Jones ... Huguito
- Ángel Prío
- Pedro Aleandro ... Padre de Claudia
- Margarita Burke
- Enrique Chaico
- Carlos Bianquet

## Comentario
La crítica de King analizaba el filme expresando "calidad de un tono romántico...Amadori logra desde los comienzos la creación de un clima de intriga...es hábil en la conducción de los personajes...M. Legrand dulce en el comunicativo vigor de sus sentimientos...Carlos Thompson justo en la composición de su torturado personaje" en tanto para Manrupe y Portela es un "melo romántica de asunto repetido y tratamiento amanerado".

## Premio
La Academia de Artes y Ciencias Cinematográficas de la Argentina le otorgó por este filme a Mirtha Legrand el premio Cóndor Académico a la mejor actriz protagonista de 1952.	